# 佐佐木力
佐佐木力（日语：／ Sasaki Chikara */?，1947年3月7日—2020年12月4日），日本科学史家，东京大学名誉教授。日本陈独秀研究会会长、日本欧拉研究所名誉所长。

## 生平
1947年生于宮城縣加美郡小野田町。早年毕业于宫城县古川高等学校，1969年毕业于东北大学理学部数学专业，后留校研究生院深造，并赴美国普林斯顿大学留学，师从托马斯·库恩、米歇尔·马奥尼。1980年成为东京大学教养学部讲师，1991年晋升教授。2010年退休，成为名誉教授。2012年获聘中国科学院外国专家特聘研究员、中国科学院大学人文学院教授。2016年9月起任日本中部大学中部高等学术研究所特任教授。晚年还关注反核和环保，著有《绿色的左翼》。2020年12月4日逝世。

## 出版物
著有《科学革命的历史构造》《近代学问理念的诞生》《科学论入门》《近代科学史论》《马克思主义科学论》《21世纪的马克思主义》。